# Comuna de Gózd
Gózd (polaco: Gmina Gózd) é uma gminy (comuna) na Polónia, na voivodia de Mazóvia e no condado de Radomski. A sede do condado é a cidade de Gózd.
De acordo com os censos de 2004, a comuna tem 7929 habitantes, com uma densidade 102 hab/km².

## Área
Estende-se por uma área de 77,76 km², incluindo:
- área agricola: 86%
- área florestal: 8%

## Demografia
Dados de 30 de Junho 2004:
|                      | Total   | Total | Mulheres | Mulheres | Homens  | Homens |
| -------------------- | ------- | ----- | -------- | -------- | ------- | ------ |
|                      | pessoas | %     | pessoas  | %        | pessoas | %      |
| População            | 7929    | 100   | 3975     | 50,1     | 3954    | 49,9   |
| Densidade (pop./km²) | 102     | 100   | 51,1     | 51,1     | 50,8    | 50,8   |

De acordo com dados de 2002, o rendimento médio per capita ascendia a 1419,58 zł.

## Subdivisões
- Drożanki, Grzmucin, Gózd, Karszówka, Kiedrzyn, Klwatka Królewska, Kuczki-Kolonia, Kuczki-Wieś, Kłonów, Kłonówek, Lipiny, Małęczyn, Niemianowice, Piskornica, Podgóra, Wojsławice.

## Comunas vizinhas
- Jedlnia-Letnisko, Pionki, Radom, Skaryszew, Tczów, Zwoleń